# Mittelweg (Hamburg)

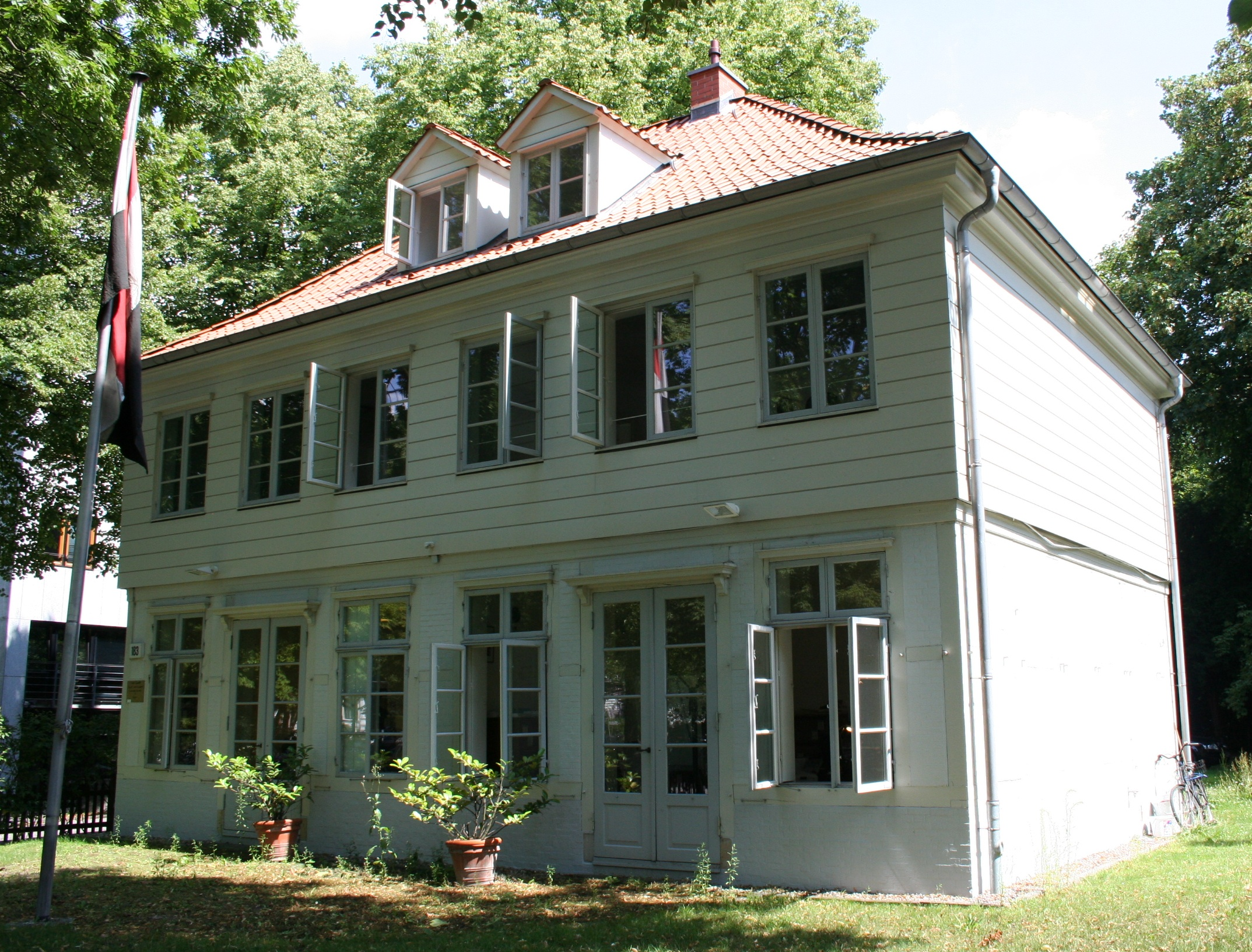
Gartenhaus von John Fontenay im Mittelweg 183

Der Mittelweg ist eine Straße in der Freien und Hansestadt Hamburg, die zum Bezirk Eimsbüttel gehört. Verbunden werden durch den Mittelweg zwei Stadtteile: Harvestehude und Rotherbaum.
Ihren Namen erhielt die Straße im Jahr 1858. Er stellt eine Vereinfachung der zuvor gegebenen Bezeichnungen dar. Diese lauteten: Mittelster Fahrweg nach Harvestehude, Mittelster Harvestehuder Weg beziehungsweise Mittelweg der Chaussee nach Harvestehude. Eine weitere Erklärung für den Namen ist, dass dieser von dem Flurstück Mittelkamp abgeleitet wurde, an welchem die Straße zum Zeitpunkt ihrer Namensgebung lag.
Anders als sonst in Hamburg üblich sind die Hausnummern nicht abwechselnd nach gerade und ungerade auf die Straßenseiten verteilt, sondern laufen in fortlaufender Folge auf der Westseite von Süd nach Nord und auf der Ostseite zurück von Nord nach Süd (Hufeisennummerierung).
Bildungseinrichtungen, eine Forschungsstätte sowie eine Nachrichtenagentur haben ihren Sitz im Mittelweg: die Jugendkunstschule Hamburg und die Staatliche Jugendmusikschule Hamburg, die Deutsche Presse-Agentur, das einzige englische Pub der Hansestadt, die Generalkonsulate von Spanien und der Arabischen Republik Ägypten und das Konsulat von Malaysia. Auch die Verwaltungsgebäude der NDR-Zentrale und der NDR-Hörfunk grenzen an den Mittelweg und das Gelände des Clubs an der Alster mit dem Tennisstadion am Rothenbaum. Das Hamburger Institut für Sozialforschung mit deren Zeitschrift Mittelweg 36 befindet sich dort, und die Präsidialverwaltung der Universität Hamburg hat ihren Sitz am Mittelweg auf dem Gelände der ehemaligen NITAG/DEA-Deutsche-Erdöl-AG-Hauptverwaltung.
Die Straße weist eine Anzahl von Kulturdenkmälern auf:
- das ehemalige Wohnhaus Mittelweg 185 und das Gartenhaus Mittelweg 183 von John Fontenay in der Nähe der Moorweide
- die Villa Beit,[2] gebaut für den legendären Diamant-Magnat Alfred Beit
- die Magdalenen-Terrasse

Im Mittelweg erinnern mehrere Stolpersteine an Menschen, die in dieser Straße gelebt haben und Opfer der Nationalsozialisten wurden. Einer von ihnen war der Politiker Max Eichholz.

## Belege
1. ↑  Industriekultur 4.20 · Oel-IndustrieHamburg – einstige Hauptstadt der Mineralölindustrie. (PDF) Abgerufen am 4. Februar 2024.
2. ↑  Anschlags-Serie auf Luxus-Villa! In: Hamburger Morgenpost. 26. März 2015, abgerufen am 4. Februar 2024.

Koordinaten: 53° 34′ 16,4″ N, 9° 59′ 41,7″ O